# Autódromo Internacional da Paraíba
O Autódromo Internacional da Paraíba, ou somente, Autódromo da Paraíba, é um autódromo localizado na cidade de São Miguel de Taipu, estado da Paraíba, a 41 km (quilômetros) de João Pessoa, a capital do estado.

## História
Embora tenha recebido provas desde o início de 2016, a sua inauguração oficial somente ocorreu em 23 de outubro de 2016, com 3.024 km no traçado intermediário.

## Estrutura
O autódromo conta com 3 possibilidades de circuitos, onde o maior possui uma extensão de 3.437m, possui também um estacionamento para 4.000 veículos, além de 200 ônibus e um heliporto.

## Acesso
O autódromo fica localizado entre o Greenville Country Residence e o parque de Vaquejada BeMais, seu acesso é feito pela BR-230, a rodovia transamazônica, km 61. Distante 41 quilômetros de João Pessoa, 80 de Campina Grande, 190 de Caruaru, 135 de Recife, capital de Pernambuco e 180 de Natal, no Rio Grande do Norte.